# Elecciones municipales de 1983 en Sonseca
Las elecciones municipales de 1983 se celebraron en Sonseca el domingo, 8 de mayo, de acuerdo con el Real Decreto de convocatoria de elecciones locales en España dispuesto el 9 de marzo de 1983 y publicado en el Boletín Oficial del Estado el día 10 de marzo. Se eligieron los 13 concejales del pleno del Ayuntamiento de Sonseca mediante un sistema proporcional con listas cerradas y un umbral electoral del 5%.

## Resultados
|                      | Partido Socialista Obrero Español (PSOE) | 2420 | 57.06  | 8  |
|                      | AP-PDP-UL                                | 1510 | 35,6   | 4  |
|                      | Partido Comunista de España (PCE)        | 311  | 7,33   | 1  |
| Papeletas en blanco  | Papeletas en blanco                      | 0    | 0.00   |    |
| Total                | Total                                    | 4241 | 100,00 | 13 |
| Votos nulos          | Votos nulos                              | 0    |        |    |
| Abstenciones         | Abstenciones                             |      |        | −  |
| Registro de votantes | Registro de votantes                     | 5581 |        |    |
| Fuente:              |                                          |      |        |    |

## Concejales electos
| N.º | Nombre                             | Lista | Lista     |
| --- | ---------------------------------- | ----- | --------- |
| 1   | Juan Francisco Martín Ayuso        |       | PSOE      |
| 2   | Juan Lorenzo Andrade               |       | PSOE      |
| 3   | Ángel Rojas Gómez                  |       | PSOE      |
| 4   | Teodoro Rodríguez Gómez-Arevalillo |       | PSOE      |
| 5   | Manuel Camuñas Benítez             |       | PSOE      |
| 6   | Timoteo García Rodríguez           |       | PSOE      |
| 7   | Félix Valentín Domínguez           |       | PSOE      |
| 8   | Rufino Martín Molero               |       | PSOE      |
| 9   | Alfonso García Martín              |       | AP-PDP-UL |
| 10  | Juan Palencia García               |       | AP-PDP-UL |
| 11  | José Antonio Rojas del Castillo    |       | AP-PDP-UL |
| 12  | Manuel Gómez Dorado                |       | AP-PDP-UL |
| 13  | José Luis Ruiz Palencia            |       | PCE       |

## Investidura del alcalde
El día 23 de mayo de 1983, en la sesión constitutiva de la II Legislatura del Ayuntamiento de Sonseca, y al haber obtenido el Partido Socialista Obrero Español (PSOE) una mayoría absoluta de 8 concejales, su candidato, Juan Francisco Martín Ayuso, fue investido como alcalde.
| Candidato                   | Partido   | Votos |
| --------------------------- | --------- | ----- |
| Juan Francisco Martín Ayuso | PSOE      | 8     |
| Alfonso García Martín       | AP-PDP-UL | 4     |
| José Luis Ruiz Palencia     | PCE       | 1     |